# Пескьера-дель-Гарда
Пескьера-дель-Гарда (итал. Peschiera del Garda) — коммуна в Италии, располагается в провинции Верона области Венето, в месте, где из озера Гарда вытекает река Минчо.
Население составляет 9995 человек, плотность населения составляет 499 чел./км². Занимает площадь 17,63 км². Почтовый индекс — 37019. Телефонный код — 045.
Покровителем коммуны почитается святитель Мартин Турский. Праздник ежегодно празднуется 11 ноября.
Город известен своей крепостью, имевшей важное военное значение ещё в XIX веке. В частности, здесь происходило одно из сражений Австро-итальянской войны в 1848 году, после того как войска австрийского фельдмаршала Радецкого отступили от восставшего Милана к крепостям Мантуя, Верона, Пескьера-дель-Гарда и Леньяно.

## Всемирное наследие
В 2017 году исторический центр города (внутри крепостных стен) включен в объект Всемирного наследия ЮНЕСКО «Венецианские оборонительные сооружения XVI—XVII веков». Также в черте города находятся два элемента другого объекта Всемирного наследия ЮНЕСКО — «Доисторические свайные поселения в Альпах» (учреждён в 2011 году).